# Biserica de lemn din Sârbi, Arad

Biserica de lemn din Sârbi, Arad, 1926

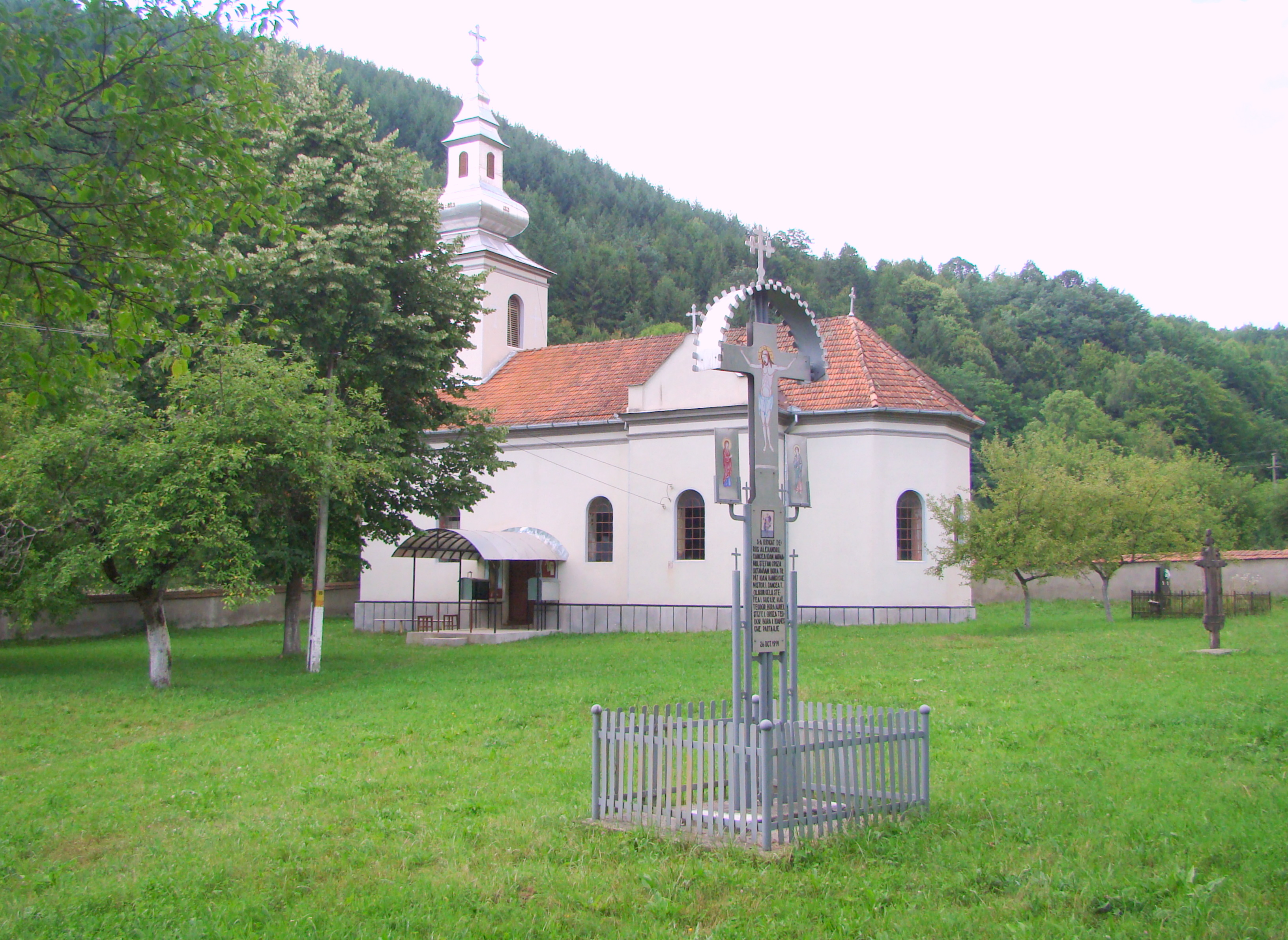
Biserica „Sfinții Arhangheli” din Sârbi, construită în 1935 când a înlocuit vechea biserică de lemn

Biserica de lemn din Sârbi, județul Arad a fost folosită până în anul 1935 când a fost înlocuită cu noua biserică de zid. Biserica de lemn avea hramul Înălțarea Domnului.

## Galerie de imagini

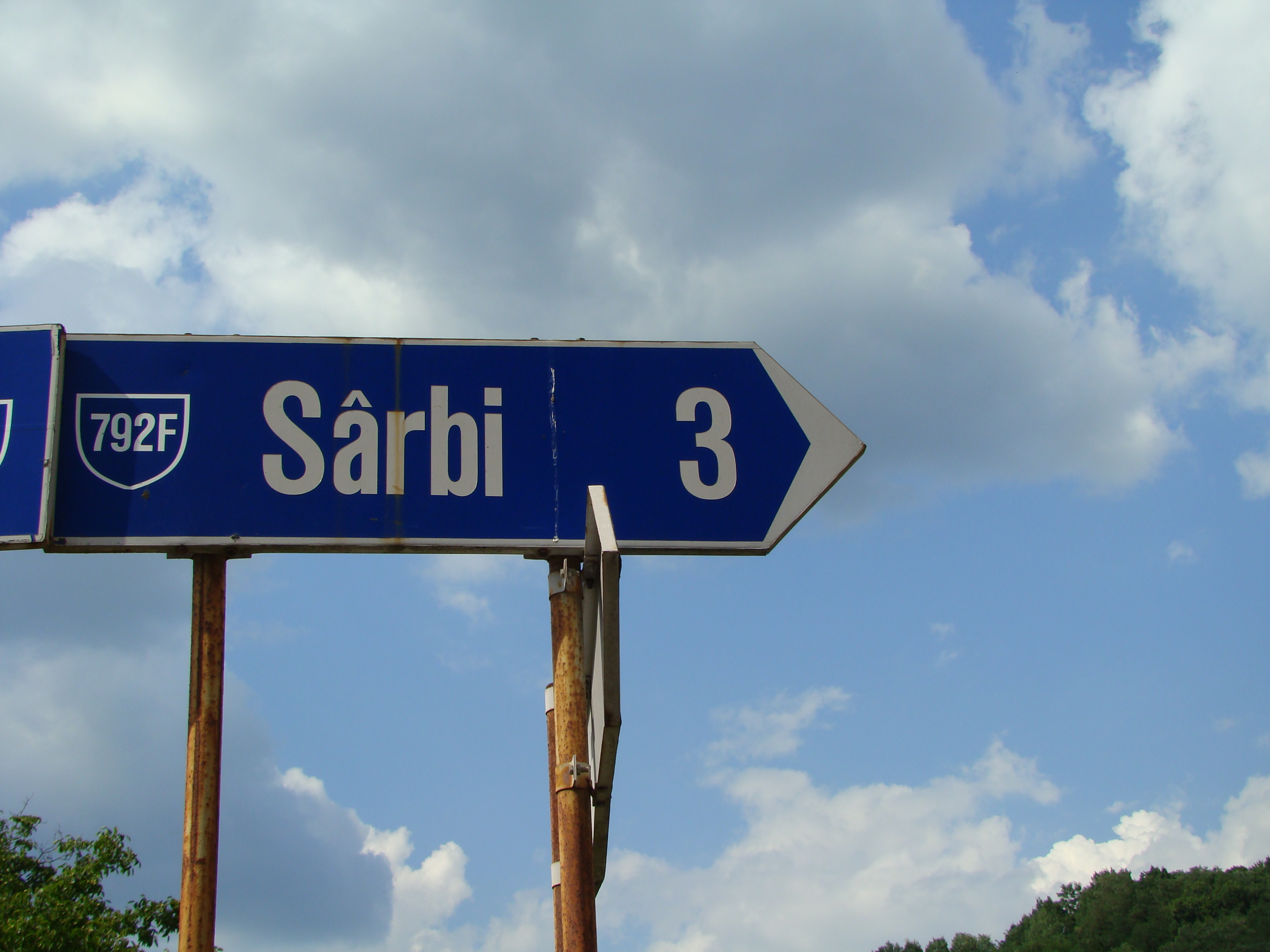
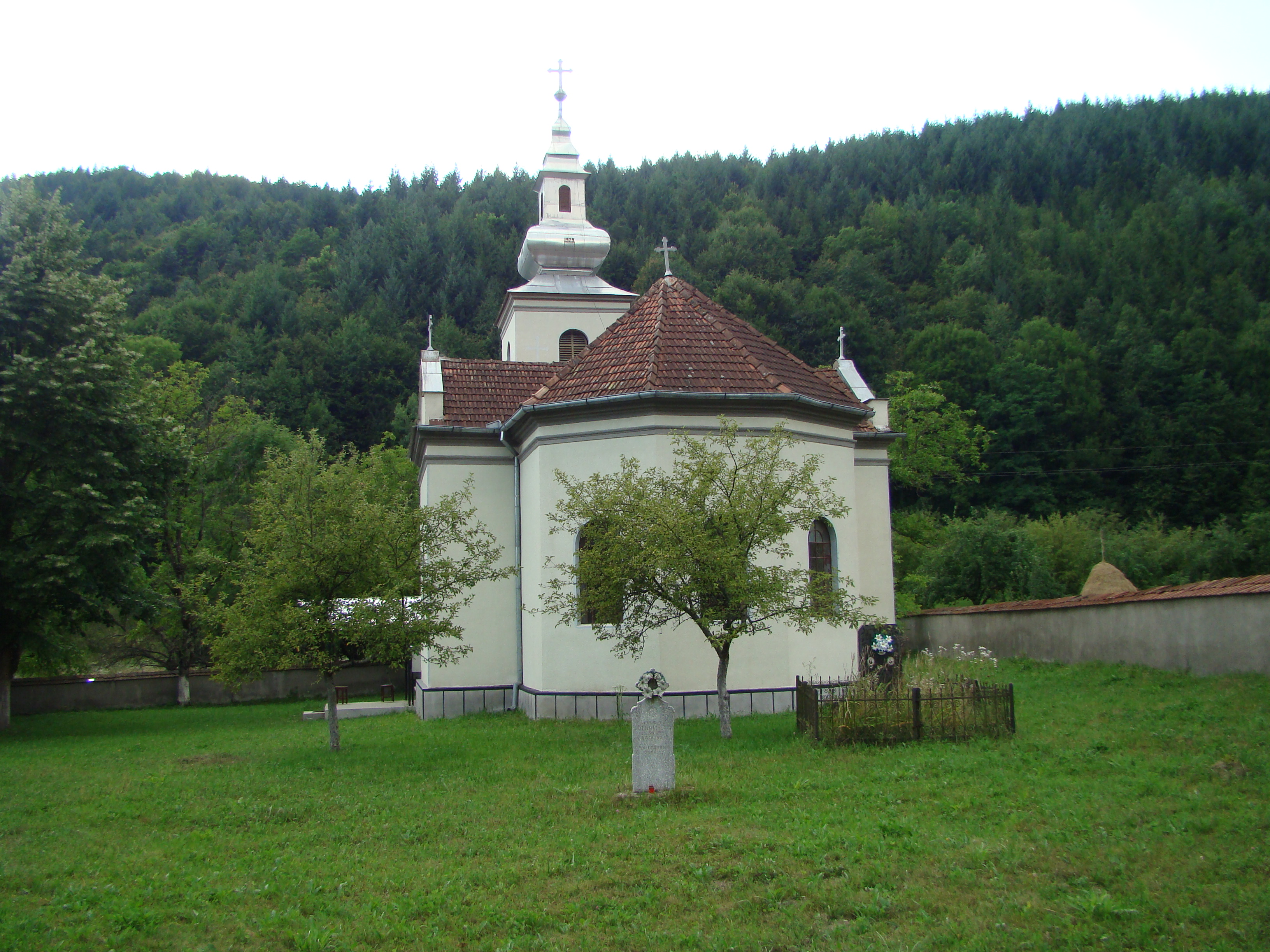
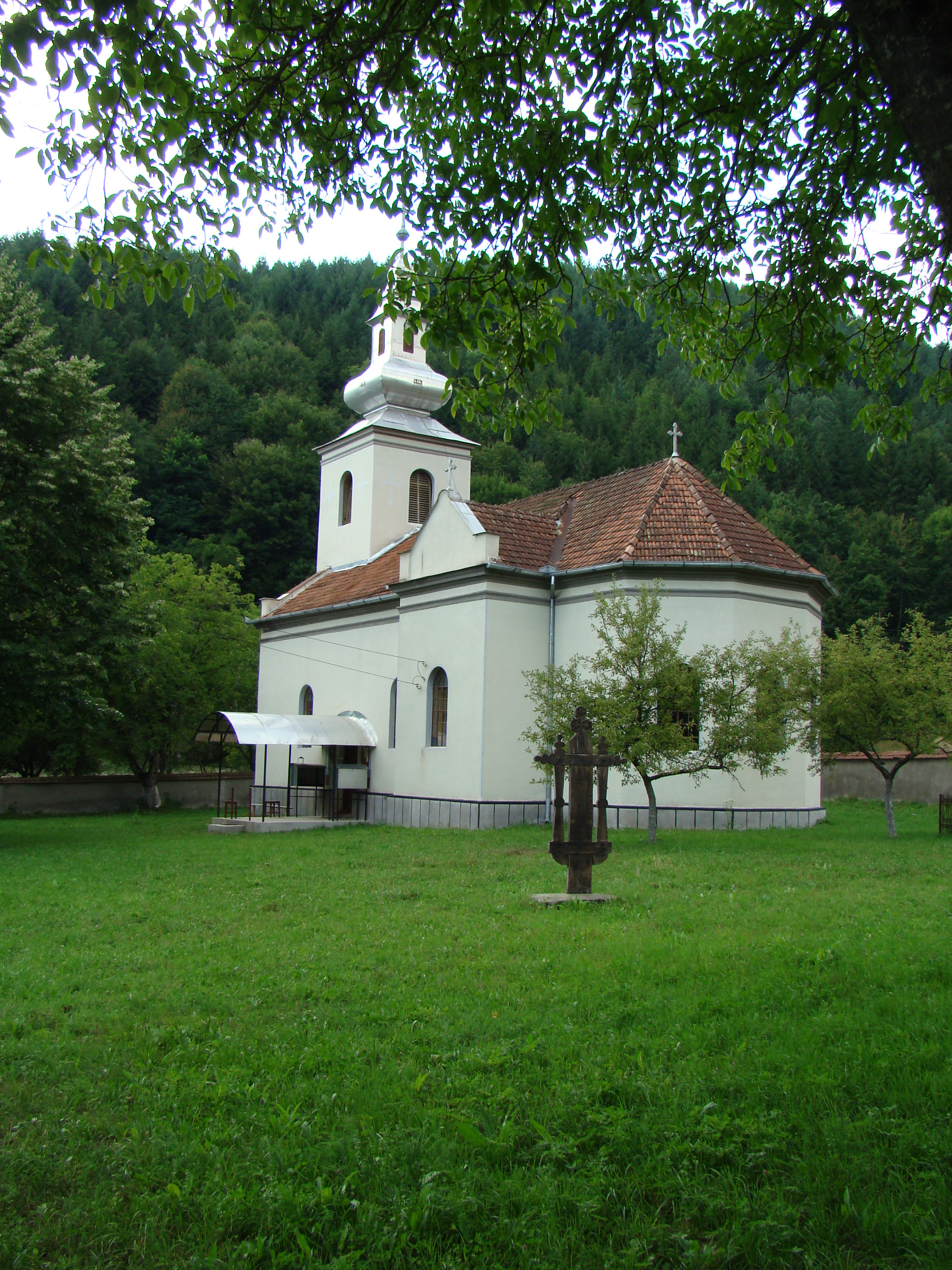